# زادوب-زاویشین
زادوب-زاویشین (به چکی: Zádub-Závišín) یک منطقهٔ مسکونی در جمهوری چک است که در شهرستان خب واقع شده‌است. زادوب-زاویشین ۶٫۳۲ کیلومتر مربع مساحت و ۳۲۰ نفر جمعیت دارد و ۷۶۰ متر بالاتر از سطح دریا واقع شده‌است.